# Loris Karius
Loris Sven Karius (* 22. června 1993 Biberach an der Riß) je německý profesionální fotbalový brankář, který chytá v německém klubu FC Schalke 04, je bývalým německým mládežnickým reprezentantem.

## Klubová kariéra
Karius hrál za lokální týmy SG Mettenberg a SSV Ulm 1846. Poté přestoupil do VfB Stuttgart a jeho výkony ho vynesly do reprezentace do 16 let.

### Manchester City FC
Manchester City FC pozval Kariuse a jeho rodinu do Anglie poté, co viděli Kariuse v utkání proti Ázerbájdžánu a 1. července 2009 s ním podepsal smlouvu. Karius hrál za juniorské týmy, ale do prvního týmu se neprobojoval.

### 1. FSV Mainz 05

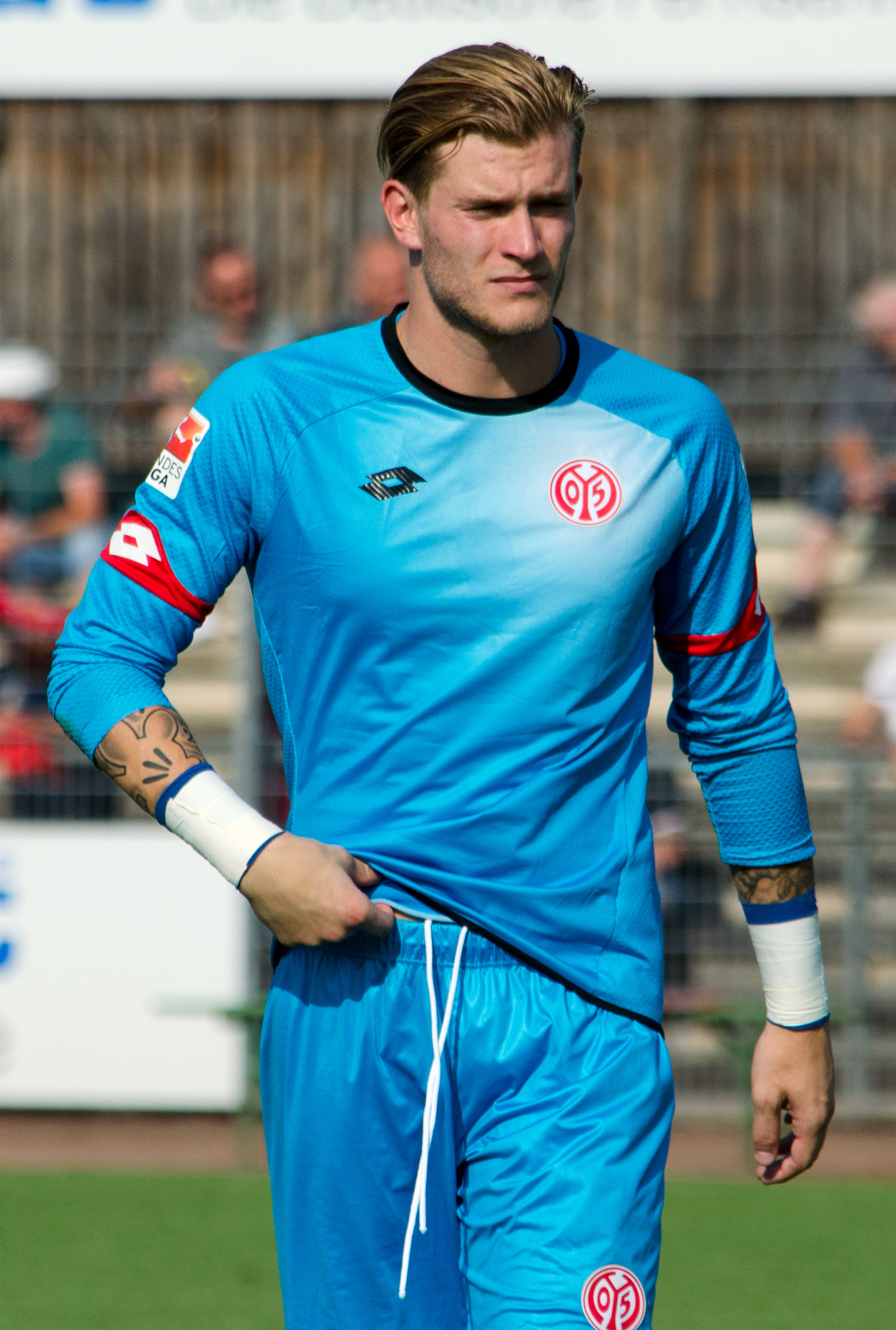
Loris Karius v dresu 1. FSV Mainz 05 (2015)

Manchester City poslal Kariuse v srpnu 2011 na hostování do 1. FSV Mainz 05, kde hrál v rezervním týmu hrajícím 4. ligu. V lednu 2012 podepsal Karius dvouletou smlouvu s možností opce.
V první lize debutoval 1. prosince 2012 proti Hannoveru, když nahradil Shawna Parkera poté, co byl brankář Christian Wetklo vyloučen. Karius se stal nejmladším brankářem historie Bundesligy (19 let, 5 měsíců a 9 dnů). V sezoně 2012/13 si už nezachytal, ale v následující sezoně se stal brankářskou jedničkou a 12. ledna 2015 podepsal novou tříletou smlouvu.
V sezoně 2015/16 vychytal 9 čistých kont, chytil 2 penalty a byl zvolen druhým nejlepším brankářem sezony hned po Manuelu Neuerovi.

### Liverpool FC
Dne 24. května 2016 Karius podepsal smlouvu na pět let za 6,2 milionu euro a dostal číslo dresu 1.
Debutoval 20. září 2016 v zápase ligového poháru proti Derby County. V Premier League debutoval o čtyři dny později proti Hull City AFC. První ligové čisté konto udržel 17. října proti Manchesteru United. Dne 24. října 2016 trenér Jürgen Klopp potvrdil, že se Karius stane klubovou jedničkou před Simonem Mignoletem. Po dvou špatných výkonech na začátku prosince Karius vypadl ze základní sestavy.
Karius odchytal finále Ligy mistrů 2017/18 proti Realu Madrid, které Liverpool prohrál 1:3. Karius měl velký podíl na dvou brankách Realu. Před prvním gólem vyhodil míč přímo na kopačku útočícího Karima Benzemy, od kterého se míč následně odrazil do odkryté brány. Při třetím gólu Realu propustil střelu Garetha Balea z téměř čtyřicetimetrové vzdálenosti. Po zápase se Karius v slzách omlouval fanouškům Liverpoolu, kteří zůstali na tribuně. Také prohlásil, že jeho chyby „prohrály týmu finále“. Po zápase obdržel Karius výhružky smrtí (zejména na Twitteru) směřující k němu a jeho dětem a případ si převzala Merseyside Police. O pět dní později se na vyšetření v Massachusettské nemocnici prokázalo, že pár minut před zápasem utrpěl otřes mozku po úderu loktem Sergia Ramose do hlavy. V červenci Klopp prohlásil, že Karius byl „stoprocentně ovlivněn otřesem mozku“, což vedlo k jeho chybám.

#### Beşiktaş JK (hostování)
Na konci srpna 2018 byl Karius poslán na dvouleté hostování do tureckého Beşiktaşe.V Besiktasi chytal stabilně v základní sestavě a byl první volbou. I přesto dělal na hřišti hodně chyb, které vedly ke gólům a vítězství soupeře. V březnu 2019 podal právní žalobu proti Beşiktaşi, aby mu zpětně vyplatili čtyři měsíční mzdy, které mu podle jeho tvrzení klub nevyplatil. Dne 4. května 2020 Karius předčasně ukončil smlouvu s tureckým týmem kvůli přetrvávajícím problémům ohledně nevyplacených mezd a po dokončení většiny dohodnutých dvou let hostování. Za dva roky působení nevyhrál s klubem žádnou trofej a skončil v turecké lize dvakrát na 3. místě.

#### 1. FC Union Berlín (hostování)
Když mu hostování skončilo, vrátil se zpět do Liverpoolu. Kariusovi bylo přiděleno číslo 22. Za dobu jeho "letního" působení v dresu The Reds byl nominován pouze do jednoho přátelského zápasu proti Blackpoolu, který ale proseděl na lavičce. Kvůli silné brankářské konkurenci Adriána, Alissona a Kellehera odešel hostovat na jeden rok do německého Unionu Berlín. Oblékal dres s číslem 20. V Unionu plnil roli brankářské dvojky za Andreasem Lüthem, takže většinu sezóny proseděl na lavičce. Nastoupil pouze do čtyř ligových, do jednoho pohárového a do dvou přátelských utkání.

#### Návrat do Liverpoolu
Po hostování se vrátil zpět do Liverpoolu, kde celou sezónu nechytal a působil jako čtvrtý brankář. Jeho kontrakt mu vypršel v létě 2022.

### Newcastle United
Dne 12. září 2022 Karius podepsal několikaměsíční kontrakt platný do ledna 2023 s Newcastlem United. Kontrakt nakonec prodloužil do konce sezóny 2023. 
Za celou sezónu 22/23 odchytal jen jeden jediný zápas, a to finále EFL Cupu proti Manchesteru United kvůli absenci prvního brankáře Nicka Popa z důvodu vykartování a Martina Dúbravky, který už chytal v poháru za United, kde byl na hostování. Zápas skončil 0:2 pro United. Karius ale i tak předvedl skvělý výkon. V dresu Newcastlu si poté zachytal pouze jedno ligové utkání proti Arsenalu, které skončilo porážkou 1:4. Následně prodloužil smlouvu do roku 2024. V klubu ale plní roli třetího brankáře. V létě 2024 Newcastle opustil jako volný hráč.

### FC Schalke 04
V lednu 2025 podepsal půlroční smlouvu s německým klubem FC Schalke 04, který hraje druhou německou ligu.